# Israel Juniors 2014
Das Israel Juniors 2014 fand als bedeutendstes internationales Nachwuchsturnier von Israel im Badminton vom 24. bis zum 26. April 2014 in Rischon LeZion statt. Es war die fünfte Auflage der Veranstaltung.

## Sieger und Platzierte
| Disziplin    | Gold                           | Silber                           | Bronze                                |
| ------------ | ------------------------------ | -------------------------------- | ------------------------------------- |
| Herreneinzel | Ruslan Sarsekenov              | Dragoslav Petrović               | Vladimir Shishkov                     |
| Herreneinzel | Ruslan Sarsekenov              | Dragoslav Petrović               | Alex Vlaar                            |
| Dameneinzel  | Anastasia Ronzhina             | Mariya Mitsova                   | Daniela Macías                        |
| Dameneinzel  | Anastasia Ronzhina             | Mariya Mitsova                   | Ana Marija Šetina                     |
| Herrendoppel | Martin Cerkovnik Andraž Krapež | Daniel Chislov Yonatan Shilon    | Kirill Lev Matthew Widdcombe          |
| Herrendoppel | Martin Cerkovnik Andraž Krapež | Daniel Chislov Yonatan Shilon    | Daniel Bedrack Yonathan Levit         |
| Damendoppel  | Cheryl Seinen Imke van der Aar | Katarina Beton Ana Marija Šetina | Eleni Christodoulou Stephanie Pinhary |
| Damendoppel  | Cheryl Seinen Imke van der Aar | Katarina Beton Ana Marija Šetina | Janine Lais Dorotea Sutara            |
| Mixed        | Alex Vlaar Cheryl Seinen       | Andraž Krapež Katarina Beton     | Martin Cerkovnik Ana Marija Šetina    |
| Mixed        | Alex Vlaar Cheryl Seinen       | Andraž Krapež Katarina Beton     | Daniel Bedrack Avia Hochberg          |